# Mont Kaimon
Le mont Kaimon (開聞岳) ou Kaimondake est un volcan du Japon situé dans la préfecture de Kagoshima, dans la région du Kyūshū. Il fait partie des 100 montagnes célèbres du Japon.

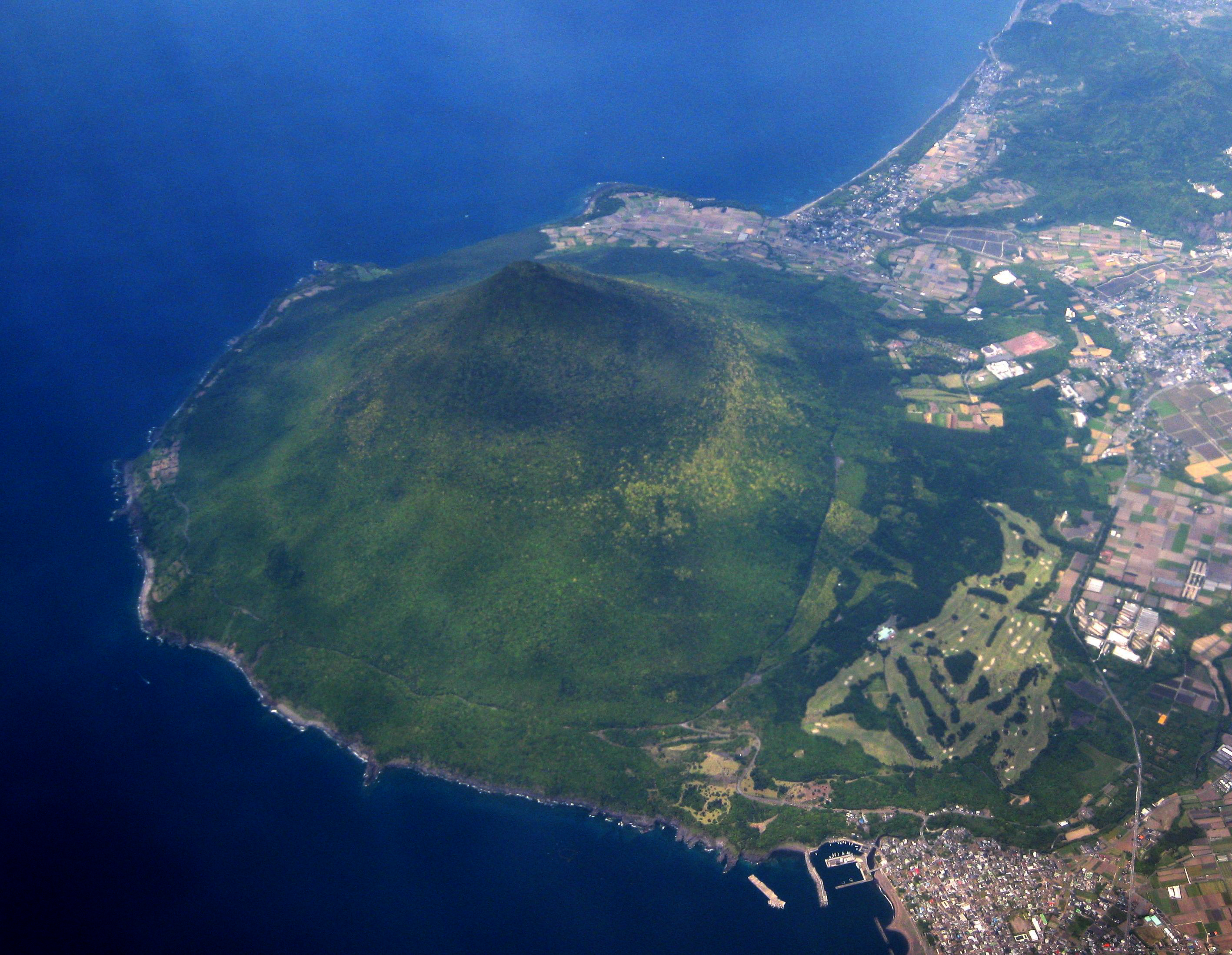
Photographie aérienne du mont Kaimon.